# Robin Dutt
Robin Dutt (Köln-Lindenthal, 24 de janeiro de 1965) é um ex-futebolista e atualmente treinador.
Jogou em equipe das divisões inferiores do Campeonato Alemão. Em 1995 inicia sua carreira de treinador no TSG Leonberg, cumulativamente a de jogador. Em 1999 assume exclusivamente como treinador o TSF Ditzingen.
Posteriormente também comandou o Stuttgarter Kickers, Freiburg e Bayer Leverkusen. Em junho de 2013 é contratado pelo Werder Bremen.